# ASPM
Pour l’article homonyme, voir ASPM (homonymie).
Le gène ASPM (pour l'anglais : Abnormal Spindle-like Microcephaly-associated) est un gène impliqué dans le développement du cerveau des animaux. Les personnes dont les deux allèles sont déficients sont atteintes de microcéphalie. Il est situé sur le chromosome 1 humain. 

## Controverse
Certains chercheurs ont suggéré que le gène régulait de façon générale la taille du cerveau, et qu'un allèle du gène se serait propagé dans les populations européennes par sélection naturelle à l'époque de la révolution néolithique. Leur étude très controversée, basée sur des simulations informatiques, portant sur ce gène et sur celui de la microcéphaline, a été invalidée dès sa sortie pour le gène ASPM, les variations jugées inhabituelles de son allèle n'étant pas différentes de celles de nombreux autres locus. D'autres chercheurs ont dénoncé l'amalgame de données partielles issues de modèles démographiques différents ayant conduit à ces résultats, et ont montré que la fréquence estimée n'était pas liée à la sélection naturelle mais pouvait résulter de modèles démographiques simples . Plusieurs études ont depuis testé la corrélation entre les allèles portés et la taille du crâne, le quotient intellectuel ou l'altruisme, sans qu'aucun lien ne soit trouvé. La publication du génome de Néandertal en 2010 a d'autre part invalidé l'une des autres hypothèse soutenant l'étude, à savoir l'apparition de ces allèles chez l'Homme à la suite d'une hybridation avec les Néantertaliens, l'allèle de la microcéphaline ne se retrouvant pas dans le génome.  